# Georges Mathieu (historien)
Georges Mathieu, né le 10 décembre 1882 à Nîmes et mort pour la France à Corbeny dans le département de l'Aisne, le 8 mai 1917, est un archiviste français du XXe siècle. Son nom est inscrit au Panthéon dans la liste des 560 écrivains morts pour la France.

## Biographie
Pierre Louis Georges Mathieu, né le 10 décembre 1882 à Nîmes, est le fils de Samuel Léon Mathieu (1855-1939), pasteur de l'église réformée à Uchaud et de Louise Cécile Suzanne Cavalier Bénézet (1860-1940).
Élève du lycée de Bordeaux de 1892 à 1900. Après une licence ès lettre, il est admis à l'École nationale des chartes en novembre 1903 et doit faire une année de service militaire avant le début de ses études. Il est incorporé au 6e régiment d'infanterie de novembre 1903 à septembre 1904 et nommé caporal dans la réserve en 1910. 
Diplômé archiviste-paléographe en 1908, il est nommé la même année archiviste départemental de la Corrèze à Tulle. Il y réside lorsqu'il épouse Sophie Laure Hine (née en 1888) le 9 mars 1911, à Jarnac. Il publie des articles sur l'histoire de la Corrèze, sur l'hôpital de Tulle sous l'ancien régime, sur l'instruction publique dans le département pendant la Révolution et les répertoires numériques des fonds anciens des archives départementales,. 
Mobilisé en août 1914 au 144e régiment d'infanterie, il est nommé sergent en octobre, aspirant en avril 1915 et passe au 32e régiment d'infanterie en juillet 1915.
Le régiment subit d'intenses bombardements en mai 1916 lors de la bataille de Verdun. Georges Mathieu est cité à l'ordre de la brigade à cette occasion : « Sous-officier remarquable par son calme et son sang-froid. S'est particulièrement distingué pendant les 5 et 7 mai 1916, sous un bombardement inouï, en donnant à tous l'exemple du courage et de l'esprit de sacrifice ».
Dans une lettre qu'il écrit le 8 mai, il raconte son expérience : « Le vacarme des explosions était terrifiant. À chaque instant, nous recevions de la terre, projetée à une grande hauteur par une explosion proche. À trois reprises, l'obus a éclaté si près de moi, qui me tenais à l'entrée de l'abri, que j'ai reçu violemment en pleine figure plusieurs kilos de terre, qui m'ont aveuglé. C'est une affreuse impression. On est brusquement plongé dans les ténèbres. J'ai cru devenir aveugle. Par une chance prodigieuse, aucun éclat ne m'a touché. Le troisième obus a eu des conséquences pires. Il a éclaté à deux mètres devant moi, sur un pare-éclats, ce qui a eu pour résultats et de m'aveugler de terre, et de boucher notre abri sous une avalanche de terre et de sacs de terre. Minute horrible, où l'on craint d'être enseveli vivant. J'avais eu heureusement l'idée de mettre en travers de l'ouverture un gros rondin, qui a porté le coup et nous a laissé une petite fente. Avec une énergie décuplée, de mes ongles j'ai gratté, remué, et, après un quart d'heure d'efforts, j'ai pu sortir et dégager l'ouverture. J'étais si éreinté et si ému, les hommes aussi, que nous sommes restés là, sans bouger, jusqu'à la nuit ».
Après des combats dans le Pas-de-Calais et dans la Somme, son régiment est renvoyé au chemin des Dames. C'est là que Georges Mathieu est tué à Corbeny le 8 mai 1917,.
Il est cité à l'ordre de l'armée du 5 juin 1917 : « Chef de section d'une haute valeur morale. A été mortellement frappé le 8 mai 1917, en entraînant ses hommes à l'assaut d'un fortin ».

## Distinctions
- Médaille militaire, à titre posthume, décret du 2 mai 1920[12]
- Croix de guerre 1914–1918, palme de bronze

## Hommages
- Le nom de Georges Mathieu est inscrit au Panthéon dans la liste des 560 écrivains morts pour la France pendant la guerre de 1914-1918[13].
- Son nom figure sur les plaques commémoratives de l'École des chartes, de la Sorbonne et des Archives nationales à Paris, des Archives départementales de la Corrèze et sur le monument aux morts départemental de Nîmes[14].

## Œuvres principales
- Étude sur le marais de Bordeaux et de Bruges de l'édit de 1559 à la Révolution, thèse
- Courte chronique écrite à Ayen (Corrèze), 1560-1585, 1909[15]
- Note sur les comités révolutionnaires de Tulle, 1910[16]
- Inventaire sommaire des archives hospitalières antérieures à 1790, 1911[17]